# Piraterne!
Piraterne! (originaltitel The Pirates! In an Adventure with Scientists!) er en britisk-amerikansk 3D-animationsfilm og stop motion, produceret af filmstudiet Aardman Animations i partnerskab med Sony Pictures Animation. Det blev instrueret af Peter Lord.

## Danske stemmer[2]
- Jens Andersen som Albinopirat
- Rasmus Botoft som Black Bellamy
- Lasse Rimmer som Charles Darwin
- Kirsten Lehfeldt som Dronning Victoria